# مست (کوه)
کوه مست، کوهی در منطقه کازرون است که با ارتفاع ۱۹۵۳ متر در بخش کنارتخته و کمارج این شهرستان قرار گرفته‌است.